# Serpstat
Serpstat — компанія, розташована в Одесі, що розробляє однойменну платформу пошукової оптимізації. Платформа надає дослідження ключових слів, відстеження рангів, аналіз зворотних посилань, аудит сайту та деталізований аналіз ключових слів конкурентів для цифрових маркетологів. Serpstat має такі інструменти, як кластеризація ключових слів та текстова аналітика на основі штучного інтелекту. Продукт розповсюджується на умовах програмного забезпечення як послуги (англ. SaaS)
Компанію заснував Олег Саламаха 2013 року як внутрішній сервіс для цифрового маркетингового агентства Netpeak, яка стала її основним інвестором. У березні 2015 року Serpstat стала незалежною компанією[відсутнє в джерелі].

Бази даних Serpstat містять інформацію по 230 географічних регіонах Google (США, Британія, Канада, Іспанія, Італія, Німеччина, Нідерланди, Франція тощо).

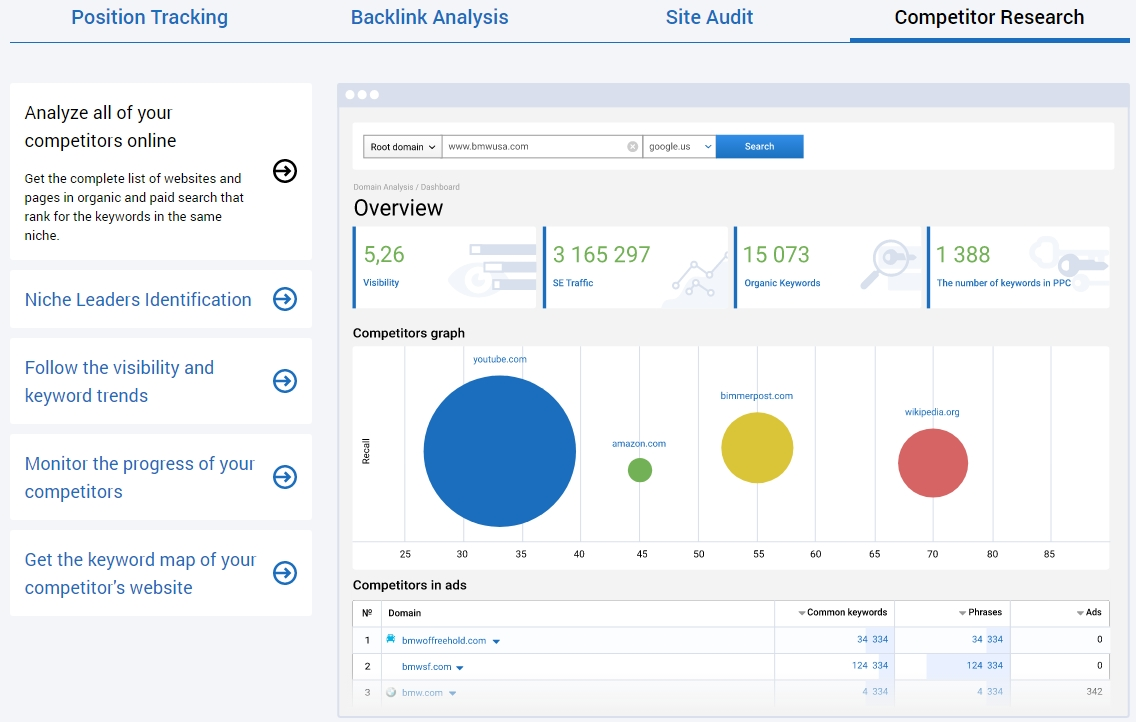
Приклад аналізу конкурентів Serpstat

## Історія
Продукт було вперше випущено в січні 2013 року під назвою Prodvigator. Воно надавало базу даних ключових слів для українського ринку й аналізу конкурентів. Його команда складалася з трьох працівників.
У грудні 2015 року компанія отримала $250 тис. інвестицій від Digital Future. У травні 2016 року Prodvigator було адаптовано для глобального ринку та перейменовано на Serpstat.

## Нагороди та досягнення
5 жовтня 2016 року продукт Serpstat отримав дві відзнаки на Product Hunt: «Продукт дня № 1» та «Продукт тижня № 4».
У квітні 2017 року щорічна українська E-Commerce Awards назвала Serpstat переможцем у номінації «Корисні рішення».
У липні 2017 року Serpstat запровадив кластеризацію ключових слів і текстову аналітику на основі штучного інтелекту.
У квітні 2018 року Serpstat отримав відзнаку G2Crowd Awards як одне з найліпших глобальних бізнес-рішень. Serpstat запропонував безкоштовне розширення пошукової оптимізації й аналізу вебсайту для браузера Google Chrome.
У грудні 2018 року команда Serpstat виросла до 76 працівників.
У березні 2019 року Serpstat зібрав бази даних Google для 230 країн. До червня 2019 року бази даних містили 4,2 млрд ключових слів і 3,2 млрд пошукових пропозицій.
У березні 2022 року, після початку повномаштабного вторгненян РФ до України, у Serpstat заявили про закриття російських акаунтів без повернення коштів та припинення співпраці з Яндексом та оновлення даних з Яндексу, Google російського та білоруського сегментів.